# Rörtjärnen (Överluleå socken, Norrbotten, 731929-174008)
Rörtjärnen är en sjö i Bodens kommun i Norrbotten och ingår i Alåns huvudavrinningsområde. Sjön har en area på 0,0746 kvadratkilometer och ligger 180,1 meter över havet.

## Delavrinningsområde
Rörtjärnen ingår i det delavrinningsområde (731847-174231) som SMHI kallar för Mynnar i Slyträsket. Medelhöjden är 174 meter över havet och ytan är 32,26 kvadratkilometer. Det finns ett avrinningsområde uppströms, och räknas det in blir den ackumulerade arean 38,18 kvadratkilometer. Hattbäcken som avvattnar avrinningsområdet har biflödesordning 2, vilket innebär att vattnet flödar genom totalt 2 vattendrag innan det når havet efter 70 kilometer. Avrinningsområdet består mestadels av skog (84 procent). Avrinningsområdet har 0,16 kvadratkilometer vattenytor vilket ger det en sjöprocent på 0,5 procent.